# Boston Celtics 1983-1984
La stagione 1983-84 dei Boston Celtics fu la 38ª nella NBA per la franchigia.
I Boston Celtics vinsero la Atlantic Division della Eastern Conference con un record di 62-20. Nei play-off vinsero il primo turno con i Washington Bullets (3-1), la semifinale di conference con i New York Knicks (4-3), la finale di conference con i Milwaukee Bucks (4-1), vincendo poi il titolo battendo nella finale NBA i Los Angeles Lakers (4-3).
Larry Bird venne eletto MVP dell'anno e delle finali, mentre Kevin McHale venne nominato sesto uomo dell'anno.

## Eastern Conference
| Squadra            | V  | P  | %    | GB |
| ------------------ | -- | -- | ---- | -- |
| Boston Celtics     | 62 | 20 | 75,6 | -  |
| Philadelphia 76ers | 52 | 30 | 63,4 | 10 |
| N.Y. Knicks        | 47 | 35 | 57,3 | 15 |
| N.J. Nets          | 45 | 37 | 54,9 | 17 |
| Washington Bullets | 35 | 47 | 42,7 | 27 |

## Roster
| \| Pos. \| Num. \| Naz. \| Nome \| Altezza \| Peso \| Data nascita \| Provenienza \| \| ---- \| ---- \| ---- \| ----------------- \| ------- \| ------ \| ------------ \| --------------------- \| \| G/AP \| 44 \| \| Ainge, Danny \| 193 cm \| 79 kg \| 17-03-1959 \| Brigham Young \| \| A \| 33 \| \| Bird, Larry \| 206 cm \| 100 kg \| 07-12-1956 \| Indiana State \| \| G \| 28 \| \| Buckner, Quinn \| 191 cm \| 86 kg \| 20-08-1954 \| Indiana \| \| G/AP \| 30 \| \| Carr, M.L. \| 198 cm \| 93 kg \| 09-01-1951 \| Guilford \| \| G \| 40 \| \| Clark, Carlos \| 193 cm \| 95 kg \| 20-08-1960 \| Mississippi \| \| G \| 43 \| \| Henderson, Gerald \| 188 cm \| 79 kg \| 16-01-1956 \| Virginia Commonwealth \| \| G \| 3 \| \| Johnson, Dennis \| 193 cm \| 84 kg \| 18-09-1954 \| Pepperdine \| \| C \| 50 \| \| Kite, Greg \| 211 cm \| 113 kg \| 05-08-1961 \| Brigham Young \| \| A \| 31 \| \| Maxwell, Cedric \| 203 cm \| 93 kg \| 21-11-1955 \| Charlotte \| \| A/C \| 32 \| \| McHale, Kevin \| 208 cm \| 95 kg \| 19-12-1957 \| Minnesota \| \| C \| 0 \| \| Parish, Robert \| 213 cm \| 104 kg \| 30-08-1953 \| Centenary \| \| G/AP \| 20 \| \| Wedman, Scott \| 201 cm \| 98 kg \| 29-07-1952 \| Colorado \| | Allenatore - K.C. Jones Assistente/i - Jimmy Rodgers (Vice) - Chris Ford (Vice) - Ray Melchiorre (Preparatore atletico) Legenda - (C) Capitano - (FA) Free agent - (S) Sospeso - (TW) Contratto Two-way - (GL) Assegnato a squadra G League affiliata - Infortunato Roster • Transazioni · Ultima transazione: 19 giugno 1984 |                        |                   |         |        |              |                       |
| Pos. | Num. | Naz.                   | Nome              | Altezza | Peso   | Data nascita | Provenienza           |
| G/AP | 44 | Stati Uniti (bandiera) | Ainge, Danny      | 193 cm  | 79 kg  | 17-03-1959   | Brigham Young         |
| A | 33 | Stati Uniti (bandiera) | Bird, Larry       | 206 cm  | 100 kg | 07-12-1956   | Indiana State         |
| G | 28 | Stati Uniti (bandiera) | Buckner, Quinn    | 191 cm  | 86 kg  | 20-08-1954   | Indiana               |
| G/AP | 30 | Stati Uniti (bandiera) | Carr, M.L.        | 198 cm  | 93 kg  | 09-01-1951   | Guilford              |
| G | 40 | Stati Uniti (bandiera) | Clark, Carlos     | 193 cm  | 95 kg  | 20-08-1960   | Mississippi           |
| G | 43 | Stati Uniti (bandiera) | Henderson, Gerald | 188 cm  | 79 kg  | 16-01-1956   | Virginia Commonwealth |
| G | 3 | Stati Uniti (bandiera) | Johnson, Dennis   | 193 cm  | 84 kg  | 18-09-1954   | Pepperdine            |
| C | 50 | Stati Uniti (bandiera) | Kite, Greg        | 211 cm  | 113 kg | 05-08-1961   | Brigham Young         |
| A | 31 | Stati Uniti (bandiera) | Maxwell, Cedric   | 203 cm  | 93 kg  | 21-11-1955   | Charlotte             |
| A/C | 32 | Stati Uniti (bandiera) | McHale, Kevin     | 208 cm  | 95 kg  | 19-12-1957   | Minnesota             |
| C | 0 | Stati Uniti (bandiera) | Parish, Robert    | 213 cm  | 104 kg | 30-08-1953   | Centenary             |
| G/AP | 20 | Stati Uniti (bandiera) | Wedman, Scott     | 201 cm  | 98 kg  | 29-07-1952   | Colorado              |